# 4-6-2
Bajo la notación Whyte para la clasificación de locomotoras de vapor, una locomotora 4-6-2 tiene cuatro ruedas guía (generalmente montadas en un bogie), seis ruedas motrices acopladas y dos ruedas traseras, para apoyo (no siempre en un bogie). Estas locomotoras son conocidas también como Pacific.

## Características
En muchos ferrocarriles, las locomotoras de vapor Pacific fueron usadas para arrastrar trenes expresos de pasajeros desde los comienzos del siglo XX hasta la década de 1950, cuando fueron reemplazadas por locomotoras tanto diésel como eléctricas, así como por los trenes de alta velocidad.
Otras clasificaciones equivalentes son:

|  | - Clasificación UIC: 2C1 (también conocida como clasificación alemana y clasificación italiana) - Clasificación francesa: 231 - Clasificación turca: 36 - Clasificación suiza: 3/6 - Clasificación rusa: 2-3-1 |

La clasificación UIC se redefine como 2′C′1′ o 2′C1′ dependiendo del montaje del eje trasero.

## Historia
El éxito del diseño 4-6-2 puede atribuirse a su bogíe guía de cuatro ruedas, que le confiere estabilidad a altas velocidades; seis ruedas motrices, lo que permite aplicar más potencia que el diseño anterior 4-4-2 "Atlantic"; y dos ruedas de apoyo, o portantes, traseras, lo que facilita colocar detrás de las ruedas motrices el hogar, haciendo posible que sea más ancho y profundo. En una locomotora sin eje trasero, como la 4-6-0 "diez ruedas", el diseñador  debía enfrentarse a un dilema: el hogar podía colocarse entre las ruedas motrices y ser estrecho y profundo; o podía colocarse por encima de las ruedas motrices y ser ancho y poco profundo.

## Imágenes
|  |  |  |